# EVE Online
EVE Online — массовая многопользовательская онлайн-игра, разработанная исландской компанией CCP Games. Первоначально игра была выпущена в 2003 году для Windows издательством Simon & Schuster Interactive, позднее CCP Games выкупила права на игру и распространяла её самостоятельно. EVE Online представляет собой космический симулятор с общей для всех игроков вселенной из нескольких тысяч звёздных систем. Она предлагает игрокам в роли пилотов космических кораблей множество возможных занятий — добычу минералов, пиратство, производство, торговлю, сражения как с управляемыми компьютером противниками, так и с другими игроками. Игра распространяется по платной ежемесячной подписке; с 2016 года игра доступа в бесплатном (free-to-play) в варианте с ограниченными возможностями по развитию персонажа и используемому оборудованию.
EVE Online примечательна масштабными, сложными и многообразными взаимодействиями игроков — игроки участвуют в экономической конкуренции на свободном рынке, вступают в масштабные сражения, занимаются политическими интригами и шпионажем. Военные действия в EVE Online могут принимать огромные масштабы — так, битва за B-R5RB в 2014 году стала рекордной как по числу игроков-участников, так и по денежным затратам. EVE Online входит в постоянную коллекцию Музея современного искусства в Нью-Йорке.
EVE Online часто называют самой массовой ММО из-за того, что все её подписчики из всех стран мира, кроме игроков из Китая и Северной Кореи, используют для игры один и тот же игровой сервер. В Китае был запущен отдельный сервер из-за особенностей законодательства. Аудитория игры составляет более 330 000 активных, то есть оплачивающих подписчиков, при этом одновременно в игре в разное время суток находится, как правило, от 15 до 50 тысяч игроков (абсолютный пик активности составил 65 303 игрока одновременно по данным на 5 мая 2013 года).
Для операционных систем Linux и macOS клиент игры представлял собой «обёрнутый» в Cedega (распространяется бесплатно через сайт CCP Games), немного изменённый разработчиками клиент игры для Windows. С 10 марта 2009 года с выходом обновления Apocrypha выпуск отдельных linux-клиентов был прекращён. Тем не менее, пользователи Linux могут пользоваться версией для Windows с помощью Wine.

## Игровой процесс
В EVE Online игрок выступает в качестве капитана космического корабля. Свой корабль и другие объекты в окружающем космосе игрок видит «снаружи», камера при этом свободно вращается вокруг объекта, к которому «привязана». «Привязать» камеру можно к любому объекту в зоне видимости игрока. В январе 2016 года была добавлена камера «от первого лица». Управление кораблём осуществляется при помощи мыши и «горячих клавиш» на клавиатуре. Система управления кораблём — классический Point-and-click: корабль летит в сторону указанного объекта или точку в пространстве. Управление модулями корабля осуществляется переключением пиктограмм и при помощи «горячих клавиш».
Экономика во вселенной EVE практически полностью контролируется игроками, и благодаря этому максимально приближена к реально существующей — в ней царит капитализм, и чрезвычайно важен человеческий фактор. Любой игрок, используя продуманную стратегию, может повлиять на глобальную экономическую и политическую ситуацию в мире.
В игровой галактике насчитывается более 7 тысяч звёздных систем с более чем 60 тысячами планет, 2498 звёздных систем не отображаются на звёздной карте, и попасть в них можно только через так называемые «червоточины» — нестабильные образования, дыры в пространстве, соединяющие различные точки вселенной EVE Online. Большинство из представленных систем не контролируются NPC-фракциями, и доступны игрокам для полного самостоятельного освоения.

## Вселенная игры
Действие игры происходит в далеком будущем, через десятки тысяч лет после выхода человечества в космос, в галактике, значительно удаленной от нашей. В будущем люди обнаруживают в космосе пространственно-временной туннель, ведущий в неизвестную область вселенной. Этому туннелю даётся название «EVE Gate». Люди начинают массовый исход на новые территории, происходит активная колонизация и освоение неизведанных земель. Однако через некоторое время в результате катаклизма туннель закрывается, и любая связь с Землёй оказывается невозможной. Оказавшиеся в изоляции, многочисленные колонии вынуждены самостоятельно бороться за выживание. Потомки первых поселенцев впоследствии сформировали четыре фракции, адаптировались к новым условиям, обрели экономическое могущество и продолжили развитие во вселенной EVE.
Долгое время расы жили в мире, но по мере увеличения населения и развития космического кораблестроения начали вспыхивать конфликты и войны.
Создавая своего персонажа, игрок выбирает его фракцию, пол, расу, внешность. Каждый новый персонаж получает в своё распоряжение слабый корабль с базовым оборудованием на борту. Далее игроку дают возможность пройти программу обучения, призванную ознакомить его с особенностями управления, интерфейса и базовыми принципами игрового мира.
С момента создания персонажа игрок получает полную свободу действий и только он сам определяет своё дальнейшее развитие. Игрок может работать на одно из административно-военных объединений, продолжить выполнять задания, подобные тем, что были в обучении, отправиться бороздить космические просторы и стать охотником за головами, убивать пиратов или стать пиратом. Игрок также может выбрать мирное существование и заниматься наукой, производством, добычей ресурсов, торговлей или дипломатией.
На момент выхода первой версии игры все игровые фракции находились в состоянии холодной войны, поддерживая неустойчивое бессрочное перемирие. Однако в очередном выпущенном дополнении равновесие было нарушено, и четыре игровых фракции разделились на два лагеря (Калдари и Амарры с одной стороны баррикад, Галленте и Минматары с другой), уже открыто враждующих между собой: начались так называемые «Фракционные войны», и теперь каждый игрок может вступить в ополчение (англ. Militia) одной из сторон, чтобы внести свой посильный вклад в соотношение политических сил в галактике. Действия игроков отображаются на политической карте вселенной и влияют на суверенитет каждой системы, за которую шли бои.

### Фракции
В игре есть четыре расы, которые доступны игрокам для выбора — Империя Амарр, Государство Калдари, Федерация Галленте и Республика Минматар, и несколько неигровых. Каждая из игровых рас имеет ориентацию на использование определённого типа вооружения, выражающееся в бонусах, делегируемых расовыми кораблями этому вооружению. Однако, в игровом плане, ввиду отсутствия ограничений на использование расовых кораблей игрок, севший на «не родной» корабль будет иметь те же характеристики корабля и вооружения, что и игрок «родной» расы (при условии одинакового уровня владения навыками).
Бэкграунд игры описывает периодически вспыхивающие военные конфликты между фракциями из-за борьбы за выживание и ресурсы. На текущий момент существует две NPC коалиции — Галленте и Минматар против Калдари и Амарр.

### Империя Джовиан
Империя Джовиан (англ. Jove Empire) изолирована от всего мира и контактирует только с избранными. Вся информация о них покрыта завесой таинственности. Но могущество расы опирается не на неуловимость, а скорее на высокопередовые технологии, на тысячи лет опережающие остальные расы. Джовианцы стали цивилизованной расой намного раньше всех остальных и успели пережить несколько «золотых» веков, сейчас скрытых под покровом времени. Сейчас Джовиан лишь слабая тень из прошлого, в основном из-за Джовианской Болезни — психологического расстройства, обычно всегда губительного.

### Спящие
Спящие (англ. Sleepers) являются предками одной из четырёх известных древних рас. Спящие, также как и другие известные древние расы, это потомки людей заселивших Новый Эдем, тысячи лет назад. В настоящее время их немногочисленные остатки базируются в червоточинах космоса. В основном технологии Спящих сопоставимы со вторым уровнем технологии остальных рас, но в областях виртуальной реальности, нейронного взаимодействия и криотехнологий они более продвинуты.

### Сообщество Триглава
«Сообщество Триглава» (англ. Triglavian Collective) (введено в игру в расширении под названием «Погружение в бездну») проживают в карманах нестабильной мёртвой бездны. Карманы связаны между собой цепочкой постоянно открывающихся и закрывающихся порталов. «Сообщество Триглава» является очень развитой цивилизацией, владеющей биотехнологиями. Корабли «Сообщества Триглава» оснащены новой системой оружия, отличающейся от всего, что встречалось в «Еве» раньше.

## Особенности

### Развитие персонажа
EVE Online в плане развития персонажа отличается от других онлайновых игр тем, что улучшение умений («прокачка скиллов») не требует присутствия игрока в игре и монотонного уничтожения NPC в больших количествах (гринда) — достаточно купить книжку умения и начать изучение 1-го уровня (при условии, что все предварительно требуемые навыки изучены). Благодаря такой системе в EVE Online отсутствуют жёсткая привязка игрока к классу персонажа и связанные с такой привязкой ограничения — игрок волен исполнять любую игровую роль, если у него есть необходимые для этого умения, корабль и оборудование. Хорошо развитые персонажи могут совмещать несколько ролей.
Время изучения различных умений варьируется от нескольких минут до нескольких месяцев. Единовременно можно изучать одно умение (два при использовании специального внутриигрового предмета), а количество всех возможных умений превышает четыре сотни. На изучение до максимального уровня их всех уйдёт порядка 35 лет времени. Впрочем, для игры не обязательно изучать их все. Изучение умения не зависит от нахождения игрока в игре, таким образом, необходимо тратить своё реальное игровое время только на игровой процесс. Каждое умение имеет 5 уровней — чем больше уровень, тем выше эффективность умения. С ноября 2014 года в игре реализована система постановки изучения умений в очередь, в которую можно установить до 50 умений с общим сроком изучения в 10 лет.

### Боевая система

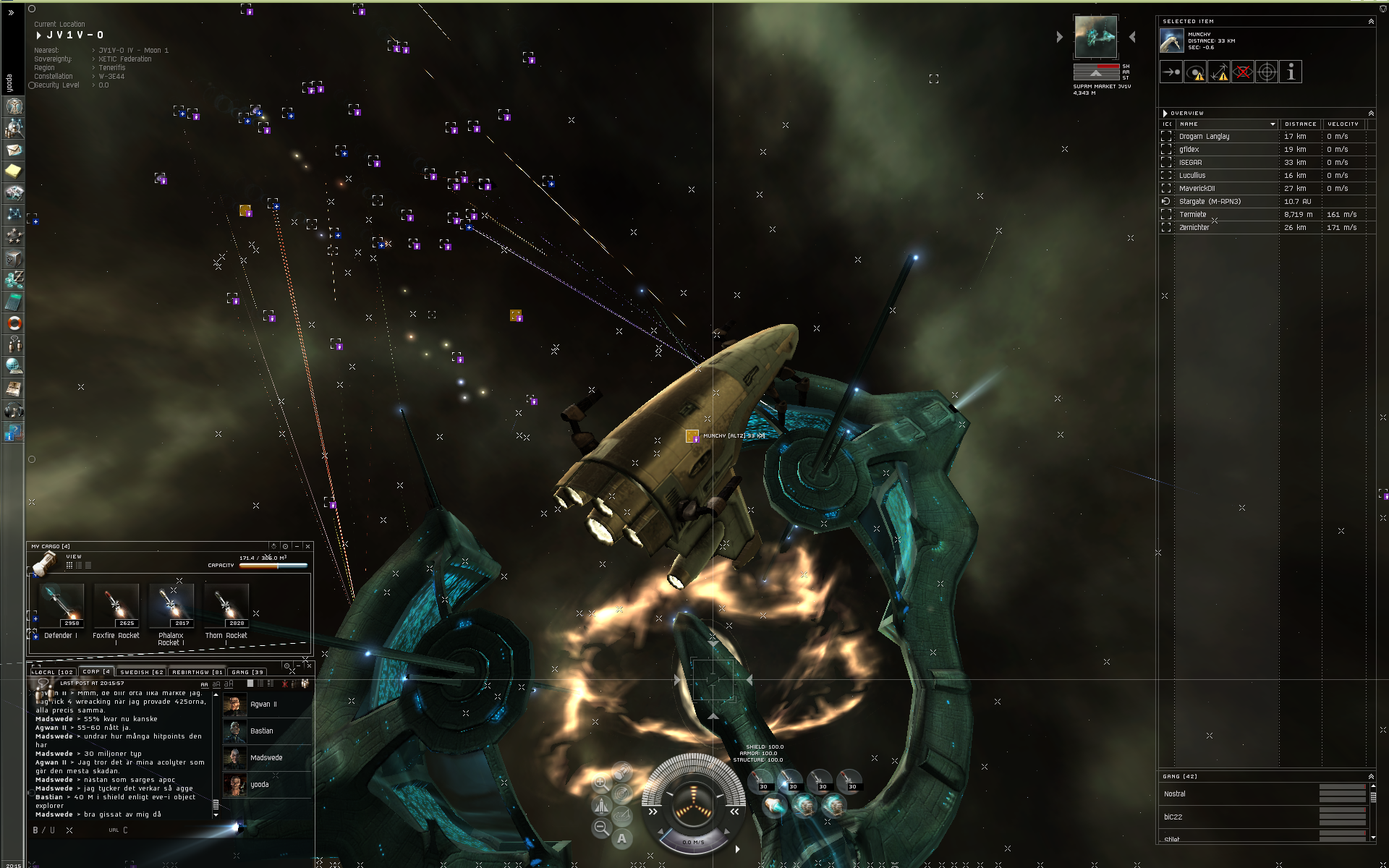
Бой возле станции в системе JV1V-0

В EVE Online используется боевая система, несколько отличающаяся от других однопользовательских и ММО-игр. Для атаки необходимо выполнить захват цели (захват осуществляется компьютером и не зависит от пространственной ориентации корабля относительно цели) и отдать одному или нескольким орудиям (ракетным установкам) приказ открыть огонь по цели. При этом время, которое потребуется для захвата цели, зависит от характеристик корабля и может улучшаться дополнительным оборудованием; урон будет зависеть от дистанции до цели, точности орудия, соотношений калибра орудия и габарита цели, поперечной скорости цели, линейной скорости движения своего корабля и цели, а также скорости разворота орудия (тяжёлые орудия могут просто не угнаться за целями, имеющими высокую угловую скорость). Ракетное вооружение также имеет свои особые характеристики, кроме того, существуют специальные ракеты, самостоятельно захватывающие цели. На все вышеперечисленные параметры и на характеристики всего оборудования, включая корабль, также будет оказывать влияние степень изучения игроком соответствующих умений.
Дополнительно на ведение боя влияет тип защиты и урона. Каждый корабль имеет прочность корпуса, состояние брони и силовые щиты; вражеский огонь сначала должен уничтожить щиты, прежде чем урон начнёт переходить на броню, и т. д. Тип применяемых боеприпасов и оружие определяют соотношение эффективность против определённого типа защиты. В игре существует четыре общих типа урона: электромагнитный, тепловое излучение, кинетическая энергия и взрывная волна. Первый наносит больше всего урона щитам (точнее, базовая устойчивость щитов к ЭМИ очень низкая), но значительно меньше — броне. Последний — наоборот. Корпус уязвим ко всем четырём типам повреждения в равной степени.
Вооружение, соответственно, делится на категории в зависимости от урона, объёма боекомплекта и уровня энергопотребления:
- Лазерные турели[20] — быстро расходуют энергию корабля, при этом фокусирующие кристаллы либо медленно изнашиваются, либо не изнашиваются вовсе. Оружие наносит электромагнитный и тепловой урон. Делится на импульсные лазеры, хорошо действующие против быстрых целей на малой дальности, и более дальнобойные «лучевые» (иначе «непрерывные»).
- Турели гибридного действия[20] — рельсотроны и «бластеры»; последние являются пучковым оружием. Рельсотроны являются наиболее дальнобойным оружием, бластеры — мощнейшим, но наименее дальнобойным. И те и другие расходуют среднее количество энергии и боеприпасов в виде титановых контейнеров с различными веществами внутри.
- Огнестрельное[20] — далёкие потомки земных пушек и пулемётов с большим калибром, часто в несколько метров. Не тратят энергию, зато боеприпасы занимают много места в трюме корабля. Автоматические пушки предназначены для ближнего боя, «артиллерийские» однозарядные орудия — для дальних перестрелок. Широкий выбор боеприпасов позволяет при желании наносить любой тип урона, но основными являются разрывной и кинетический.
- Ракетное[20] и бомбовое[20] оружие — подчиняется специфическим правилам, а точки установки модулей на корабль не взаимозаменяемы. Основными характеристиками ракет являются: скорость и время полёта ракеты, скорость и радиус взрывной волны, тип и сила повреждений. Ракеты и бомбы могут наносить любой вид урона.
- Дроновое вооружение[20] — отдельный вид вооружения, используемый как дополнительный или основной вид оружия. Данный вид оружия отличается от других тем, что вам не требуются боеприпасы, знания навыков на скорость поворота оружия дронов (хотя навыки для улучшения показателей дронов так же существуют: скорость полёта, дальность стрельбы, ущерб и здоровье), вам достаточно направить их на противника.

Все типы вооружения имеют также «размер» (малые, средние, большие и сверхбольшие), который ограничивает типы кораблей, на которые оно может быть установлено.
В отличие от большинства других MMORPG, если корабль игрока будет уничтожен в ходе боя, то корабль безвозвратно (за исключением денежной страховки) уничтожается, а его обломки (англ. wreck, специфический контейнер) остаются там, где был уничтожен корабль. Часть оборудования корабля и его груза окажется среди обломков, остальная часть разрушается навсегда, а сам игрок будет перемещён в мини-корабль, который может только летать — спасательную капсулу («яйцо», или «под» (англ. pod) на сленге игроков) рядом с ними. Капсулу также можно уничтожить, после этого убитый «переродится» на станции, потеряв, при этом, все имевшиеся на этом клоне имплантаты.

### Разнообразие тактик
Механика боя построена на принципе «любому действию найдётся противодействие», исключающее возможность появления универсальной победной тактики. Например, корабль класса линкор может наносить большой урон по медленным целям, но его сенсоры может «выключить» крейсер типа «Дрозд» (англ. Blackbird) расы Калдари («заджаммить» на сленге игроков) с помощью электронного оборудования, не дающего противнику брать на прицел кого-либо. Этот крейсер, в свою очередь, не имеет 100-процентного шанса выключить корабль противника, к тому же, он может быть «задамплен» (уменьшена дальность прицеливания, вплоть до невозможности «джаммить» на текущем расстоянии кого-либо) маленьким фрегатом, и так далее. Это означает, что даже через пару дней после начала игры персонаж имеет шансы на успешное участие в битве игроков гораздо более старшего игрового возраста без необходимости долгой предварительной прокачки. Бой в EVE Online требует от игрока своевременной реакции на действия оппонента, гибкого мышления и опыта игры. Прокачка персонажа позволяет игроку использовать больше разнообразного оборудования и совершать больше полезных действий с более высокой эффективностью, но не даёт решающего преимущества.
Каждый корабль, представленный в игре, обладает уникальным набором характеристик и бонусов. Устанавливая на корабли различное оборудование, игроки могут получать совершенно уникальные боевые единицы. Один корабль может быть совершенно не похож на другой корабль того же типа под контролем другого игрока и с другим оборудованием на борту.
Всего в игре присутствует более 30 классов кораблей (основные классы и смешанные), включающих приблизительно 250—300 разновидностей игровых кораблей технологического уровня 1 и 2. С введением кораблей третьего технологического уровня — стратегических крейсеров фактически было добавлено 4096 (по 1024 для каждой расы) новых кораблей, так как корабли третьего уровня являются сборными из различных блоков, что и создаёт такое огромное число совершенно различных комбинаций с неповторимыми свойствами и бонусами.

### Территориальная система
Всё действие игры происходит внутри огромных космических звёздных систем, связанных между собой порталами в другие системы (англ. Gates, «гейт», «гайка» на сленге игроков). Системы разнятся между собой по статусу безопасности (security status, «СС» на сленге игроков EVE) — от наиболее безопасных, с индексом 1,0 до систем со статусом 0,0 (на самом деле до систем со статусом −1,0, но механика в «отрицательных» системах идентична той, которая в 0,0; различается только сила враждебных NPC, которых можно найти в системе, и богатство ресурсами).
- Системы с высоким статусом безопасности (1,0—0,5; на игровом сленге эти территории называют «хайсеки» (англ. high security) принадлежат к основным системам NPC-фракций. Безопасность игроков в таких системах обеспечивается полицейской NPC-организацией — «Конкорд» (англ. Concord). «Конкорд» атакует и уничтожает корабль любого игрока, атаковавшего другого игрока, при этом у атакующего понижается персональный статус безопасности. Игроки с низким персональным статусом безопасности расцениваются «Конкордом» как преступники и уничтожаются при попытке войти в охраняемую ими систему. Однако, стоит заметить, что «Конкорд» уничтожает нарушителей не мгновенно — атакующий игрок может перед смертью успеть убить свою жертву. А коллеги убийцы, не стрелявшие по жертве, благополучно соберут груз убитого, и «Конкорд» их не тронет. Так можно уничтожать огромные грузовозы с особо ценным грузом, и фактически безопасность не гарантируется ни в какой из систем.
- Системы с низким статусом безопасности (0,4—0,1; «лоусеки» (англ. low security) — это пограничные территории фракций. «Конкорд» не охраняет эти территории, и при атаке на нейтральный корабль агрессора атакуют только стационарные защитные установки, находящиеся рядом с воротами и станциями. Кроме того, как и в «хайсеках», у агрессора снижается персональный статус безопасности.
- Системы с нулевым (0,0 и ниже; «нули») статусом безопасности бывают двух видов:

1. Системы (пиратских) NPC-фракций («НПС-нули»). Данные системы не могут быть захвачены игроками, но они могут в них жить и работать на (пиратские) фракции.
2. Системы, подлежащие захвату корпорациями игроков (т. н. «клаймовые нули», от англ. claim — «предъявлять права, претендовать»). Данные системы могут быть захвачены корпорациями и альянсами игроков для получения доступа к чрезвычайно ценным ресурсам. За такие системы ведутся войны между враждующими альянсами.

«Нули» являются самой обширной игровой зоной: 2/3 территории вселенной EVE — это именно системы с индексом безопасности 0,0.
Атака другого игрока в «нулях» не считается нарушением и никак не карается. Как правило, игроки, находящиеся в «нулях», не признают нейтралитета: любой встреченный игрок, не являющийся союзником, становится целью. В то же время «большой куш» можно «сорвать» только в этом (условно) беззаконном пространстве, поэтому за его передел постоянно ведутся войны.

### Небоевые возможности
Игра предоставляет игрокам возможность нескольких не боевых сценариев развития персонажа.
К таковым можно отнести:
- Прохождение миссий за любую из выбранных фракций. С каждой пройденной миссией растет уровень отношений (стэндинг) к данной корпорации и фракции. Чем выше уровень отношений, тем выше уровень миссий. За прохождение каждой миссии игроку начисляется игровая валюта и очки лояльности (loyalty points, LP), которые можно потратить в магазине для покупки фракционных модулей.
- Прохождение аномалий, в каждой системе игроку нужно обнаружить аномалию и пройти её. За прохождение возможно получение фракционного модуля, а также экспедиции в другую систему, которая приведет в боевую сигнатуру с потенциально гораздо более ценными наградами.
- Вторжение нации Санша, наиболее выгодный и безопасный способ заработка для среднеразвитого игрока. В игре присутствуют отдельные корпорации, которые занимаются тем, что собирают флоты и проходят вторжения.
- Фракционные войны. Игрок может захватывать маяки, тем самым помогать в войне против враждебной фракции. За захват такого маяка начисляются LP. Размер выплат, как и размер маяка, различаются от малого до большого. Данные маяки находятся только в лоу-секторах, соответственно, помимо прохождения маяка можно получить PvP.
- Исследование червоточин в которых находятся комплексы Спящих, содержащие уникальные ресурсы.
- Миссии Бездны. Активировав одноразовый ключ, игрок попадает в комплекс бездны (abyss) на прохождение которого дается 20 минут. Если за указанное время игрок не успевает завершить комплекс и выйти из него, корабль и капсула уничтожаются. Однако награда за высокоуровневые комплексы весьма высока.

#### Добыча ресурсов
В игровом мире присутствует большое количество «природных ископаемых», необходимых для создания боеприпасов, кораблей и модулей, заправки топливом капитальных кораблей и станций в космосе (POS — player-owned starbase). Для эффективной добычи этих ресурсов существуют специальные корабли, в том числе и капитальные, способные на месте добычи сжимать руду для более компактной её транспортировки. Для каждого типа ресурса существует своё специальное умение, увеличивающее её добычу или переработку. Подавляющее количество кораблей, модулей, боеприпасов и т. д. производится игроками, проходя полный цикл «астероиды — минералы — готовые изделия». В обновлении Tyrannis было добавлено взаимодействие с планетами, которое включает в себя такие элементы, как установка планетарных структур, их обслуживание, цепочки синтеза материалов из добываемых компонентов, транспортировку конечной продукции.

#### Производство
Для производства любого изделия в игре необходим оригинал чертежа или его копия. Для любой продукции 1-го технологического уровня (Т1) существуют оригиналы чертежей. Для производства продукции 2-го и 3-го (Т2 и Т3) технологических уровней делаются копии чертежей и их последующее улучшение (invention). С момента ввода в игру оборудования и кораблей уровня Т2 (обновление Castor, декабрь 2003 г.) некоторое время было возможно выиграть в лотерею оригинальный чертеж Т2, однако ввиду того, что это привело к злоупотреблению сотрудниками CCP Games, от нововведения было решено отказаться (расширение Revelations, ноябрь 2006 г.) в пользу производства Т2-чертежей путём «инвента» из копий чертежа Т1 с определённым шансом на успех. Копия всегда имеет лимит на количество производимой продукции. Копии могут отличаться количеством необходимых исходных компонентов. Т3-чертежи получают с помощью «реверсной инженерии» из реликтов, добываемых в «червоточинах». 

#### Торговля
В игре всё покупается и всё продается. Для эффективного ведения торговой деятельности необходимо выучить соответствующие умения, которые влияют на количество одновременно покупаемых и продаваемых товаров, величину снимаемого комиссионного обслуживания, расстояния, на котором можно модифицировать свои заявки. Рынок игры формируется самими игроками. Известны акции игровых сообществ по блокированию добычи ресурсов, необходимых для добычи топлива, что привело к его подорожанию в несколько раз. На этом же рынке находятся в обращении PLEX — (лицензии на оплату), которые покупаются игроками за реальные деньги. Можно официально купить PLEX и затем продать его за внутриигровую валюту — ISK (InterStellar Kredits). Сложность рынка такова, что в штате CCP Games состоит доктор экономических наук, который отслеживает рынок и раз в квартал выпускает экономический отчёт по нему.

### Социальное взаимодействие

#### Корпорации и альянсы
EVE Online стимулирует игроков объединяться друг с другом — возможности и боевая мощь одиночки весьма ограничены. Игроки для достижения своих целей могут объединяться в корпорации. Корпорации, в свою очередь, могут объединяться в альянсы, а альянсы и их коалиции в состоянии вести борьбу за контроль над отдельными звёздными системами и целыми регионами. Механика игры делает невозможным захват территорий со статусом 0,0 не-альянсовыми образованиями.
Наиболее продвинутые альянсы имеют организационную структуру, напоминающую современные транснациональные корпорации со своими службами безопасности, департаментами по PR и «внешним отношениям». Например, боевое крыло альянса чаще всего имеет жёсткую иерархию, схожую с современными воинскими подразделениями, в подразделениях поддерживается дисциплина, проводятся регулярные учения, бойцы — члены альянса «состоят на довольствии» и т. д. Альянс имеет производственные подразделения по добыче, переработке минералов и производству модулей и кораблей. Обычно именно в производственном крыле находится место и для специализирующихся на логистике и торговле игроков. Есть также подразделения, специализирующиеся на R&D-деятельности, обеспечивающие игроков более продвинутыми модулями и кораблями.

#### Пираты и охотники за головами
Любое негативное действие, произведенное в хай- или лоу-секторах ведёт к снижению статуса безопасности (СС). Как следствие, игроки могут безнаказанно нападать на игрока с низким уровнем СС. Также в игре есть понятие суицида, когда корабли игроков (как правило, малого формата) нападают на другого игрока в хай-секторе, а после нападения силы «Конкорда» уничтожают нападавших. Цель данной акции — уничтожить корабль большого тоннажа (фрейтеры), с которого выпадет груз, и забрать его себе.

#### Политика
Наличие политического взаимодействия между организациями игроков (корпорациями, альянсами) в основном обусловлено присутствием в игровой механике возможности захватывать территории, так называемые «клайм нули» — системы с нулевым статусом безопасности, которые не принадлежат какой-либо НИП (NPC) фракции. Так как в «нулях» сосредоточено большое количество ресурсов, они являются «лакомым куском» для любой более-менее серьёзной организации игроков, будь то производственники, исследователи, охотники за НИП (NPC), PvP сообщества. В связи с этим за суверенитет этих систем ведётся непрерывная борьба разной степени интенсивности: от небольших рейдов до глобальных коалиционных войн.

#### Воровство, шпионаж, предательство
Одни из самых обсуждаемых аспектов игры. Разработчики не только не пытаются запретить данные явления, но и поощряют их. Игрок может вступить в корпорацию, втереться в доверие к руководству корпорации или альянса, и после получения доступа к имуществу обворовать её, а в ряде случаев и распустить корпорацию или альянс.
В игре очень развиты обман и насильственный отбор материальных ценностей — участникам разрешается всё, только за некоторые действия (нападение на игроков с нейтральной и положительной кармой в мирных зонах) придётся ответить перед конкордом (так называемой полицией).

## Разработка и поддержка игры

### Дополнения
С момента выхода оригинальной EVE Online в 2003 году разработчики выпустили более 30 дополнений, каждое из которых внесло большое количество нововведений и корректировок в игровой процесс. Полный список изменений доступен на специальном сайте игры. В мае 2014 года вместо крупных изменений игры, происходящих раз в полгода, разработчики перешли на ежемесячный выпуск исправлений и дополнений.
Все обновления выпускаются компанией бесплатно.

### Ответвления игры

#### Dust 514
18 августа 2009 года на ежегодной конференции разработчиков игр Game Developers Conference компанией CCP Games была анонсирована игра жанра MMOFPS, получившая название Dust 514, действие которой разворачивается на поверхности планет вселенной EVE Online. По планам разработчиков, игроки из Dust 514 смогут быть наняты игроками из EVE Online для ведения планетарных междоусобиц. Игра была выпущена только для консолей Playstation 3 14 мая 2013 г. (однако компания CCP Games зарегистрировала марку Dust 514 и для PC). Несмотря на противоречивые отзывы об игре
 представители CCP заявили о прибыльности проекта. На фанфесте 2014 года был анонсирован выход Dust 514 для ПК в конце 2014 года под названием Project Legion
 который так и не вышел.
Проект окончательно был закрыт 30 мая 2016 года.

#### EVE Valkyrie
В рамках вселенной EVE в 2012 году CCP Games начала разработку игры EVE Valkyrie, симулятора космического корабля с видом от первого лица, презентация которой состоялась на ежегодной конференции EVE Fanfest, где каждый желающий мог протестировать новинку. Игра создаётся на движке EVE Online с использованием материалов из оригинальной игры, управление рассчитано на использование системы виртуальной реальности Oculus Rift. Впоследствии игра была представлена на выставке E3 2013. На данный момент планы CCP Games о степени интеграции игры со вселенной EVE не озвучены. Релиз игры EVE Valkyrie был запланирован на 2014 год, однако не состоялся. Тем не менее, на выставке E3 в 2015 г. CCP Games презентовала геймплей и озвучена, что разработка ведётся под системы Oculus Rift для PC и PlayStation VR (PS4). В ноябре 2015 года компания CCP объявила о получении инвестиций для разработки игр с поддержкой виртуальной реальности в размере 30 миллионов долларов. 5 августа 2022 года разработчики официально прекратили поддержку проекта EVE Valkyrie. Были отключены серверы игры, веб-сайт игры и персональные профили игроков.

#### Gunjacks
Аркадный шутер с поддержкой виртуальной реальности для платформы Samsung Gear. Действие происходит в регионе Outer Ring вселенной EVE. Задача игрока — управляя мобильной турелью защитить буровую платформу от пиратов. Релиз игры состоялся 11 ноября 2015 года.

#### EVE Echoes
Игра для устройств на базе iOS и Android. Релиз игры состоялся 13 августа 2020 года.

## Достоинства
Основа геймплея (англ. Gameplay) — взаимодействие игроков (англ. Player interaction). Кооперируясь можно добиться существенно большего, чем в одиночку. Причём способы кооперации чрезвычайно сложны и разнообразны. Это касается как военной сферы, так и мирной. Разнообразие форм промышленных, военных и экономических отношений между игроками, а также возможность захватывать средства производства и устанавливать контроль (англ. Claim) над спорными территориями создают в игре политические образования и крупные сообщества игроков различной направленности (корпорации, альянсы корпораций и коалиции альянсов). Игровая механика позволяет организовывать взаимодействия между сотнями и тысячами игроков, причём каждый выполняет особую роль (во время крупных альянсовых войн нередки многочасовые сражения, где принимают участие до нескольких тысяч игроков).
В игре реализована доктрина «фулл лут» (англ. Full loot), что означает возможность атаки противника без его разрешения, в любом месте и в любое время, причём пострадавший теряет корабль, установленные модули и груз, которые имеет при себе. Часть груза и модулей корабля уничтожается случайным образом (50 % вероятность для каждого в отдельности), а остальное остается среди обломков корабля, и это может забрать любой игрок, находящийся поблизости. Также любая Корпорация может объявить войну любой Корпорации. Возможности отказаться от войны у ответчика не будет, а будет только 24 часа на подготовку, после чего игроки этих Корпораций смогут нападать друг на друга в любой части Галактики, включая защищаемые NPC регионы.
В игре нет сильнейших кораблей или оборудования, которое позволяет побеждать любые другие корабли. У каждого корабля, модуля, оружия есть сильные и слабые стороны. Так, крупные корабли обладают большей огневой мощью, но и большей массой, меньшей маневренностью и плохо попадают по малым маневренным и быстрым целям. В итоге, для наиболее эффективных действий альянсы игроков собирают многочисленные флоты с чётко специализированными звеньями, имеющими своих командиров.
Размер Галактики (игрового пространства) — более 7000 звёздных систем. Полёт из одного конца Галактики в другой быстрейшим (и наиболее опасным) способом занимает более двух часов реального времени.
Игрок волен выбрать практически любое времяпровождение в игре, согласно своим наклонностям (в рамках игровой концепции). Есть множество как «боевых», так и «мирных» занятий, в сферах войны, политики, торговли, производства.
Игрок не ограничен определённым направлением развития, какими-либо рамками «класса» — он может даже кардинально изменить свою роль, хотя и в ущерб другим ролям, так как тренировать одновременно два и более умений нельзя.
Сам дистрибутив игры и все дополнения, выпускаемые разработчиками, распространяются бесплатно.
В EVE Online узаконена торговля игровыми деньгами и картами игрового времени (англ. Game Time Cards, GTC) — правда, только в одну сторону, в сторону введения реальных денег в игру (без вывода игровых из неё). Вывод реальных денег из игры незаконен. Игрок имеет право, купив GTC за реальные деньги, продать её на внутреннем рынке в обмен на игровую валюту, а также имеет право купить GTC за игровую валюту через безопасные механизмы торговли, предусмотренные разработчиками. В отличие от многих других MMORPG, это не позволяет игрокам за реальные деньги получить существенные преимущества: в игре наибольшую роль играет опыт и наличие сыгранной команды.

## Недостатки
Физика в игре реализована сла́бо. Корабли и другие объекты не могут столкнуться друг с другом, нанеся повреждения (при столкновении двух кораблей происходит «отталкивание» их в разные стороны: на сленге игроков EVE этот процесс называется «бамп» «отбампать»). Перемещение корабля в пространстве не соответствует классической ньютоновской физике. У каждого корабля есть определённая максимальная скорость. Есть возможность долететь до планеты, луны или звезды, при этом для игрока ничего не изменится, и он сможет без проблем продолжить полёт. Управление осуществляется только с помощью двойного клика мышкой (чтобы указать направление полёта) либо через меню, выбирая объект, к которому следует лететь. Однако стоит заметить, что после обновления Rhea в игру было введено «прямое» управление стрелками, что может быть полезно для расширения тактик, применяемых небольшими и быстрыми кораблями.
Игра в своей основе — игра людей против людей. Хотя это и ролевая игра, PvE-составляющая однообразна: в EVE Online миссии могут выполняться бесчисленное количество раз, и в итоге игрок может выучить назубок все особенности миссий, предлагаемых определённым агентом. Миссии быстро превращаются из элемента развлечения в способ зарабатывания игровых денег. Немного сглаживает положение наличие одноразовых COSMOS-миссий и механизма исследований (англ. Explorations), представляющего собой поиск скрытых локаций (комплексов, плексов), самые сложные из которых настолько опасны, что в одиночку непроходимы. Также в дополнении Apocrypha в игре появились «Epic Arcs» (эпические сюжеты) — масштабный цикл связанных сюжетно между собой миссий, которые могут заставить выполняющего их игрока пролететь всю галактику, чтобы выполнить задание. В дополнении Incursion появилась новая большая сюжетная линия о нападении нации Sansha.
PvP в EVE Online в отличие от многих других игр данного жанра, например BSGO — занятие для усидчивых и терпеливых. Чтобы купить или построить корабль и снаряжение для проведения боя, нужно затратить от нескольких часов до нескольких недель зарабатывания денег в зависимости от его размера: фрегаты стоят на три-четыре порядка меньше линейных кораблей, линейные корабли (суб-капитального класса) стоят на два-три порядка меньше кораблей сверхбольшого (англ. capital ship) класса. Финансовый вопрос становится не так важен для игроков, наладивших стабильный заработок, либо покупающих игровую валюту за реальные деньги (путём продажи тайм-кодов). Большинство корпораций и альянсов компенсируют потери игроков, пришедших на «призыв к оружию» (англ. CTA, Call To Arms), что обеспечивается обычно благодаря налогу (англ. Tax Rate) либо прибылям от сдачи систем в аренду и т. п.
Чтобы собрать организованную группу людей, нужно от нескольких минут до нескольких недель. Чтобы добраться до места боёв или найти себе противника, нужно также от нескольких минут до пары часов. В то же время сам бой может протекать от пары десятков секунд (бой кораблей) вплоть до полусуток (бой за стратегически важные объекты (англ. POS, Player Owned Starbase), форпосты (англ. Outpost, аналог космической станции во владении игроков) или Модуль Территориального Контроля (англ. TCU, Territorial Claim Unit). Игрок, желающий вступить в большую корпорацию, состоящую в активном PvP-альянсе, должен быть готов к обязательным боевым вылетам.

## Музыка
12 саундтреков к Eve Online написал Jón Hallur Haraldsson, также известный как Real-X. Альбом под названием EVE Online: Original Soundtrack, Vol. 1 был выпущен ITunes 12 августа 2009 года.
| №   | Название                          | Автор(ы) | Длительность |
| --- | --------------------------------- | -------- | ------------ |
| 1.  | «Stellar Shadows»                 | Real-X   | 6:00         |
| 2.  | «Below the Asteroids»             | Real-X   | 4:37         |
| 3.  | «Rose of Victory»                 | Real-X   | 5:47         |
| 4.  | «Merchants Looters and Ghosts»    | Real-X   | 6:36         |
| 5.  | «Surplus of Rare Artifacts»       | Real-X   | 5:59         |
| 6.  | «All Which Was Lost»              | Real-X   | 5:46         |
| 7.  | «I Saw Your Ship»                 | Real-X   | 4:55         |
| 8.  | «Smoke from Down Below»           | Real-X   | 5:23         |
| 9.  | «The Jovian Front»                | Real-X   | 5:14         |
| 10. | «Shifting the BOP»                | Real-X   | 5:00         |
| 11. | «It Ends Here»                    | Real-X   | 5:18         |
| 12. | «EVE Chronicle – Taught Thoughts» | Real-X   | 14:02        |

В настоящее время игровой медиаплеер в игре недоступен.

## Скандалы

### Роспуск Band Of Brothers
Ввиду того, что компания CCP Games фактически поощряет воровство, шпионаж и неигровые методы ведения войны и даже выпустила видеоролик об этой стороне игры, ситуации, связанные с воровством и шпионажем, — рядовое явление в EVE. Однако в феврале 2009 года в EVE Online произошло событие, нашедшее отражение во многих мировых СМИ, не имеющих отношения к игровой индустрии. Воспользовавшись недовольством одного из директоров самого мощного альянса Band of Brothers, руководство альянса Goonswarm помимо традиционного для таких случаев воровства имущества и денежных средств распустило альянс. Одновременно с этим был выложен в интернет для всеобщего доступа дамп с форума альянса, содержащий в том числе в закрытых разделах и переписку руководства альянса с сотрудниками CCP Games. Руководством Band of Brothers были предприняты попытки апелляции к компании CCP Games с целью восстановления имущества и территорий, однако оно не было удовлетворено. Впоследствии CCP Games переделала механику роспуска альянсов с целью невозможности сделать такое одним человеком.

### Ebank
Скандал разразился после того как 27-летний подписчик игры из Австралии, известный под ником Ricdic, столкнулся с проблемами в реальной жизни — ему нужно было срочно отдать долг за дом и оплатить лечение сына, а денег катастрофически не хватало. Решение проблемы нашлось в EVE Online, где Ricdic занимал почётный пост генерального директора крупнейшего виртуального банка EBank. Воспользовавшись своим положением, Ричард, так зовут игрока в реальной жизни, снял с игровых счетов 200 миллиардов внутриигровых денег и обменял их на реальные деньги в сумме, эквивалентной 5100 долларов США.
Виртуальное ограбление могло бы сойти Ricdic’у с рук, а вот обмен виртуальной наличности на реальную — грубое нарушение правил EVE Online, вследствие чего учётная запись игрока была заблокирована.

### «День гнева»
Вскоре после выхода дополнения Incarna в CCP Games произошла утечка письма, которое призывало разработчиков сконцентрировать свои усилия на реализации товаров в донатном магазине Noble Eхсhange и таким способом обеспечить получение дополнительного дохода. Разразился скандал на официальном форуме, в результате которого игроки начали в знак протеста останавливать подписку на игру. Это сопровождалось массовыми протестами игроков в главных торговых системах игры. Данная акция получила название «День гнева». Отказ от подписки достиг такого масштаба, что CCP Games была вынуждена капитулировать и отменить собственные планы. Результатом действий игроков стали кадровые перестановки и сокращения в компании, временный отказ от разработки World of Darkness, сосредоточение усилий на разработке EVE. Главный продюсер игры ушёл со своего поста.
После этих событий собираемый в игре «Совет игроков» стал оказывать действительно большое влияние на развитие игры.
В ознаменование этих событий CCP Games модифицировала часть игрового контента: мемориал в Jita возле станции IV-4 Caldari Navy Assembly Plant, установленный там в честь победителей викторины в третью годовщину игры, в 2006 году выглядел как монумент с указующим перстом. После «Дня гнева» монумент был разрушен, а его обломки сопровождаются надписью:
Этот мемориал был воздвигнут в честь победителей викторины, спонсированной Ruevo Aram. Величаво простояв здесь в течение половины десятка лет, он был разрушен в YC113 году капсулирами, устроившими восстание против невыносимого положения дел в империи. Сегодня руины когда-то великого произведения искусства выступают свидетельством факта, что лишь наличие перемен — единственное постоянство во вселенной.— текст на обломках монумента

### Запрет азартных игр
В октябре 2016 года CCP обновила пользовательское соглашение, теперь запрещавшее организацию, перевод игровой валюты и участие в азартных играх. Также был забанен ряд игроков, связанных с деятельностью сайта-казино Iwantisk.com, которое согласно проведённому разработчиками расследованию было замешано в запрещённом обмене игровой валюты на реальные деньги. До этого ряд связанных с Iwantisk банкиров и инвесторов за счёт дивидендов от этого бизнеса создали альянс «Moneybadger Coalition» для войны с сильнейшим игровым альянсом «Goonswarm» (также известным как «Imperium»). По итогам крупного военного конфликта, окрещённого Северной войной (англ. Northern War), Goonswarm потерпел поражение и лишился ряда регионов и союзников.

## Награды и другие достижения
| Сводный рейтинг                               | Сводный рейтинг   |
| Агрегатор                                     | Оценка            |
| --------------------------------------------- | ----------------- |
| GameRankings                                  | 74,50 %           |
| Metacritic                                    | 88/100 (7 оценок) |
| Иноязычные издания                            |                   |
| Издание                                       | Оценка            |
| GameZone                                      | 8,8 из 10         |
| Game Focus                                    | [ 67 ]            |
| Награды                                       |                   |
| Издание                                       | Награда           |
| MMORPG.com Best Over All Game 2007            |                   |
| Best MMO of 2008 Beckett Massive Online Gamer |                   |
| MMORPG.com Game of the Year 2009              |                   |
| MMORPG.com Game of the Year 2010              |                   |
| MMORPG.com Game of the Year 2011              |                   |
| MMORPG.com Best Veteran MMO 2013              |                   |

Игра включена в экспозицию Музея современного искусства Нью-Йорка, посвящённую компьютерным играм. Для этого был снят фильм «День во вселенной», главными героями которого стали сами игроки. Для создания фильма CCP Games пришлось обработать 1,2 терабайта информации из серверных баз данных, а также огромное количество видео, снятого самими игроками.
- Полный список наград
- PC Gamer Sweden: Best Online RPG 2003
- SuperPlay GULDPIXELN 2003: Online Game of the year
- 2003 Gamespy Best Graphics
- 2005 MMORPG.com: Best Graphics, Best PvP, Favorite Company, and Reader’s Choice Best Game
- 2006 MMORPG.com: Favorite Graphics, Favorite PvE, Favorite PvP, Favorite Story, and Favorite Game
- MMORPG Center: Best MMORPG of 2009
- MMORPG.com: 2009 Game of the Year
- MMORPG.com: 2010 Awards: Game of the Year
- Best Live Game 2010, GDC Online
- Best Non-Fantasy MMO of 2010, Massive Online Gamer
- MMORPG.com: 2011 Awards: Game of the Year
- MMORPG.com: 2013 Awards: Best Veteran MMO
- THE-OP: Best Open-World MMORPG

В 2014 году в Рейкьявике был установлен памятник в честь игры Eve Online. Авторами монумента являются художник Сигурд Гудмундссон и арт-директора́ CCP Боркур Эйрикссон и Асгейр Йон Асгейрссон. Монумент расположен на полуметровом металлическом постаменте. На него нанесены имена персонажей, которых создали все активные на момент установки монумента игроки Eve Online. Помимо них на постаменте выгравированы имена героев, созданных умершими фанатами Eve Online. Непосредственно под памятником CCP Games захоронена «временная капсула» — ноутбук с посланиями и пожелания от игроков и разработчиков игры.
В феврале 2021 г. CCP Games сообщила, что геймеры поставили в EVE Online сразу два рекорда «Книги рекордов Гиннеса».

## В массовой культуре
Компания-разработчик содержит специальный штат журналистов, которые освещают игру. Многие игровые события, вносимые изменения и поддержка игровой истории находят своё отражение в выпускаемых компанией хрониках. По мотивам игры писателем Тони Гонзалесом были написаны романы «Век Эмпирей» (англ. The Empyrean Age) и «Первый тамплиер» (англ. Templar One). Сотрудник CCP Games Хьялти Даниэльсон, известный в игре под псевдонимом CCP Abraxas и пишущий хроники для игры, выпустил роман под названием «Горящая жизнь» (англ. The Burning Life).
В марте 2013 года компания CCP Games объявила о намерении снять сериал по мотивам игры.